# Mokko
Mokko este o comună rurală din departamentul Dosso, regiunea Dosso, Niger, cu o populație de 37.062 de locuitori (2001).